# 1784
Năm 1784 (MDCCLXXXIV) là một năm nhuận bắt đầu vào thứ năm theo lịch Gregory (hoặc năm nhuận bắt đầu vào thứ hai theo lịch Julius chậm hơn 11 ngày).

## Sự kiện

### Tháng 2
- Nguyễn Ánh sang Xiêm cầu viện. Vua Xiêm sai Chiêu Tăng và Chiêu Sương đem 2 vạn quân giúp Nguyễn Ánh.

## Mất
- 11 tháng 6 – Lê Quý Đôn, nhà bác học Việt Nam thời Lê trung hưng.